# كأس السوبر المصري 2019–20
كأس السوبر المصري 2019–20 هي النسخة السابعة عشر من بطولة كأس السوبر المصري والخاصة بالموسم الكروي 2019–2020، والتي أُقيمت بين النادى الأهلى (بطل الدوري المصري الممتاز 2018–19 )؛ وبين نادى الزمالك (بطل كأس مصر 2018–19)، وهذه المشاركة هي الثامنة على التوالي للنادي الأهلي والثانية على التوالي لنادي الزمالك
فاز الزمالك بالمبارة بضربات الجزاء الترجيحية بنتيجة 4-3 بعد انتهاء الوقت الأصلي بالتعادل بدون أهداف، ليحقق لقبه الرابع في مسابقة كأس السوبر المصري.

## المباراة
| الأهلى                                                          | 0 – 0     | الزمالك                                                           |
| --------------------------------------------------------------- | --------- | ----------------------------------------------------------------- |
|                                                                 | (التقرير) |                                                                   |
| ركلات الترجيح                                                   |           |                                                                   |
| علي معلول · عمرو السولية · محمود متولي · محمد هاني · أليو بادجي | 3–4       | محمود علاء · فرجاني ساسي · أشرف بنشرقي · طارق حامد · عبدالله جمعة |

| الأهلي | الزمالك |